# Salvador Núñez
Salvador Núñez (Cuéllar, 1 de junio de 1868 – Cuéllar, 14 de diciembre de 1946) fue un psicólogo, catedrático y escritor español.

## Biografía
Nació el 1 de junio de 1868 en Cuéllar, donde inició su formación en el Estudio de Gramática. Continuó con el bachillerato en el colegio de Carrión de los Condes (Palencia), y pasó después al Instituto de Palencia. 
En 1886 se matriculó en la facultad de Filosofía y Letras de la Universidad de Salamanca; el curso de 1889-1890 lo realizó en Madrid, y regresó de nuevo a Salamanca. En 1910 aprobó las oposiciones y fue nombrado catedrático numerario de Psicología, Lógica, Ética y Rudimentos de Derecho en el Instituto de Badajoz donde permaneció largos años.
Fruto de su dedicación a la enseñanza escribió diversos libros de texto:
- Ética elemental, Badajoz, 1931.
- Lecciones elementales de Psicología, Badajoz, 1931.
- Lógica elemental, Badajoz, 1931.

Además, mantuvo correspondencia con Manuel González Cerejeira (1929-1971), Patriarca de Lisboa, acerca de la versión del portugués al castellano de su obra: La Iglesia y el pensamiento contemporáneo, que parece publicó el catedrático.